# Tessa B.
 (avril 2023).
Si vous disposez d'ouvrages ou d'articles de référence ou si vous connaissez des sites web de qualité traitant du thème abordé ici, merci de compléter l'article en donnant les références utiles à sa vérifiabilité et en les liant à la section « Notes et références ».
Tessa B., née Marine Basset le 27 novembre 1994, est une auteure, interprète et musicienne française. 
Elle est repérée à 18 ans seulement grâce à une maîtrise vocale déjà impressionnante. L'artiste française se fait connaître rapidement en participant aux tournées du groupe Synapson.
En 2020, elle sort son premier EP Dans ma tête, avec le titre Ô Mon Amour en collaboration avec le rappeur Roméo Elvis. En 2023, elle dévoile le single Adieu Tristesse.

## Biographie
Depuis l’enfance, les interprétations spectaculaires fascinent Tessa B. Bercée par les voix de Sade, Etta James, Christina Aguilera, Mariah Carey ou encore Whitney Houston, elle forge son oreille à la douceur et à la puissance. En s’inspirant de ces icônes féminines, Tessa B. apprend alors à maîtriser sa propre voix et à l’élever. Introvertie, sa facilité à s’exprimer sur scène plus qu’ailleurs est évidente, d’abord à travers le théâtre puis la musique.
À 15 ans, elle participe au Festival Jeunes Talents de Meaux, concours où elle est repérée par la chanteuse Jara Ezo, récemment révélée par la Nouvelle Star. Jara Ezo permet à Tessa B. de faire ses premières scènes en tant que sa chanteuse et choriste à divers évènements comme au Festival Emergenza. Après avoir obtenu son bac, elle se forme au théâtre pendant 3 ans aux fameux Cours Florent puis à l'école Périmony du nom de l'acteur et metteur en scène Jean Périmony.
Rapidement, elle signe en maison de disques, chez Parlophone. Elle enchaîne alors les collaborations avec des grands noms de la scène française comme Kendji Girac sur son premier album Kendji en 2014. Tessa B. prête aussi notamment sa voix à Jabberwocky et au duo Synapson. En 2015, elle apparaît sur l'album Convergence (Deluxe Edition) de ce dernier en featuring des chansons Blade Down et Going Back To My Roots.
En 2016 et en 2018, Tessa B. participe avec Synapson à la célèbre émission télévisée Taratata présentée par Nagui.
En 2017, l'artiste est invitée à participer à l'album Make Make de Jabberwocky. Elle enregistre la chanson Honeymoon.
En 2018, elle enregistre la chanson The Meet Up featuring Beat Assailant pour l'album Super 8 de Synapson. La même année, elle participe à Le Grand Noël de Deezer et revisite sa chanson Douce Nuit, produite par Benny Adam et Néo Maestro.
Le succès de leurs collaborations est tel que l'artiste suit le duo en tournée pendant huit ans, en France et à l’international, des plateaux TV jusqu’aux plus grands festivals de musique. Rapidement, sa personnalité vocale et son aisance scénique se démarquent. La performeuse s’affirme, au fil des concerts, comme une artiste solaire et charismatique, faisant grandir l’attente autour d’un projet solo.
En quête d’un ADN singulier, c’est sa rencontre avec le producteur à succès Benny Adam (Niro, La Zarra, Zaho, Amel Bent, Rhymz) qui lui permet de donner vie à son projet. Tessa B. le rejoint à Montréal pour enregistrer son premier EP intitulé Dans ma tête sorti en 2020. Parmi les 7 titres, on retrouve le single Jamais qui dépasse le million de streams, et le titre Ô Mon Amour en collaboration avec le rappeur Roméo Elvis. L’opus est accompagné d'un court-métrage réalisé par Tania et Igor Gotesman. L'EP récolte les éloges de la presse musicale (Basique, Clique, Yard, Les Inrocks, Elle, ARTY, Paul.e ex Paulette).
Elle retrouve les festivals (Le Printemps de Bourges, Cabourg mon Amour, Les Ardentes, MaMAFestival, Corps à Cœurs...). Tessa B. est programmée en premières parties des Zéniths de Roméo Elvis, puis de Soprano. Elle enchaîne les co-plateaux avec Louane, Flore Benguigui du groupe L'Impératrice, Tim Dup, Laurie Darmon et autres égéries de la scène française actuelle. Cet opus lui permet d’affirmer une identité personnelle inclassable.
Précis, entêtants, percutants, ses textes en français mêlent équitablement profondeur et douceur, à l’image de l’artiste qui laisse autant de place à sa grande maîtrise vocale qu’à son humour spontané. Son sens de l'auto-dérision ressort dans ses clips et dans ses performances décalées postées sur les réseaux où elle s’amuse à doubler les voix de chanteuses légendaires.
Vocalement, elle rejoint les rares artistes à voix de la scène pop francophone. Musicalement, elle fusionne ses influences pop, néo soul et RnB. Au-delà d’un style musical, le projet se décrit surtout par son caractère magnétique. On écoute les chansons de Tessa B. comme si on suivait les aventures d’une héroïne libre, à la sensibilité et sensualité exacerbées dont elle se joue des codes stéréotypés.
Tessa B. fascine par sa maîtrise vocale et chorégraphique. C’est dans cette aisance à hypnotiser, par sa voix comme par son interprétation, que sa puissance artistique réside.
En 2021, Tessa B. reprend la chanson Le Freak qui apparaît sur la bande-originale du film OSS 117: Alerte rouge en Afrique noire réalisé par Nicolas Bedos avec notamment Jean Dujardin et Pierre Niney.
En 2023, Tessa B. collabore avec les célèbres producteurs de musique MKL et Mosiman. Le 20 avril 2023, elle dévoile son nouveau single Adieu Tristesse, produit par MKL. La chanson est accompagnée d'un clip réalisé par Baptiste Maureau (Obvious).
En 2024, elle sort son album Héroïne.

## Discographie

### Album studio
2024 : Héroïne

### Singles
- 2018 : Jamais
- 2018 : Douce nuit
- 2019 : Repose en paix
- 2020 : Des pages
- 2023 : Adieu Tristesse

### Participations
- 2014 : Gentleman avec Kendji Girac (sur l'album Kendji)
- 2015 : Blade Down avec Synapson (sur l'album Convergence (Deluxe Edition))
- 2015 : Going back to my roots avec Synapson (sur l'album Convergence (Deluxe Edition))
- 2017 : Honeymoon avec Jabberwocky (sur l'album Make Make)
- 2018 : The Meet Up feat Beat Assailant avec Synapson (sur l'album Super 8)
- 2019 : Tout recommencer avec PLK
- 2019 : Kishui avec Benny Adam